# Renée Zellweger
Renée Kathleen Zellweger (Katy, Texas, 25 de abril de 1969) es una actriz y productora estadounidense. Es una de las pocas actrices que han ganado los cuatro premios más importantes del cine: el Óscar (2004 como mejor actriz de reparto y 2020 como mejor actriz), el BAFTA, el Globo de Oro y el Premio del Sindicato de Actores.
Zellweger tuvo su primer papel protagonista en La matanza de Texas: la nueva generación (1994). Posteriormente se ganó la aclamación temprana con su aparición en Empire Records (1995) y obtuvo un reconocimiento más amplio por su papel en Jerry Maguire (1996). Debido a su interpretación en Persiguiendo a Betty (2000), ganó su primer Globo de Oro, y por sus interpretaciones de Bridget Jones en El diario de Bridget Jones (2001) y Roxie Hart en Chicago (2002), obtuvo nominaciones consecutivas en los Premios Óscar la Mejor Actriz. Repitió su papel de Bridget Jones en Bridget Jones: The Edge of Reason (2004) y Bridget Jones' Baby (2016).
Zellweger ganó en los Premios Óscar a la Mejor Actriz de Reparto por su papel en Cold Mountain de Anthony Minghella. Interpretó a la esposa del boxeador James J. Braddock en Cinderella Man (2005), la autora Beatrix Potter en Miss Potter (2006) y a Emily Jenkins en la película de terror psicológico, Caso 39 (2009). Después de tener una pausa de seis años de no aparecer en pantalla, vuelve en su icónico papel de Bridget Jones en  Bridget Jones' Baby (2016) pero su regreso será recordado por su interpretación de Judy Garland en Judy (2019), papel que le valió aclamación en la crítica, numerosos reconocimientos incluyendo su cuarta victoria en los Premios Globo de Oro y su segundo Oscar.

## Biografía
Sus padres son Emil Zellweger, un ingeniero de origen suizo, y Kjellfrid Irene Andreassen, una enfermera de origen noruego. En la época del colegio participó en montajes teatrales organizados por los alumnos, y comenzó a interesarse por la actuación. Posteriormente estudió ciencias de la radio, cine y televisión en la Universidad de Texas en Austin para convertirse en periodista y fue tan brillante que terminó su carrera un año antes de lo habitual. Mientras estudiaba en la universidad, Zellweger tomó unas clases de interpretación y decidió que quería convertirse en actriz.

## Carrera
Una vez terminados sus estudios, Zellweger quiso conseguir papeles en el cine. Consciente de que Hollywood era de momento inalcanzable, intentó actuar en películas que se rodaban en Texas. Consiguió efectivamente pequeños papeles en varias películas, como en La matanza de Texas: la nueva generación, donde compartió cartel con Matthew McConaughey, pero no fue hasta que en 1994 le ofrecieron un papel relevante en Love & a .45. Su interpretación le valió el reconocimiento de la crítica y comenzó a ser conocida por el público y los profesionales del cine.

### Hollywood
Luego de su pequeño éxito en Texas decidió trasladarse a Los Ángeles. Tras otras varias películas en papeles menores, repitió en 1996 el éxito de 1994 con The Whole Wide World. Sin embargo, su salto a la fama llegó en ese mismo año con la película Jerry Maguire, protagonizada por Tom Cruise, en la que interpretó de forma muy convincente a una contable de la empresa en que trabaja Cruise, y que es la única que confía en él cuando tiene que abandonar la compañía por haber hecho planteamientos que la dirección no piensa tolerar. La película fue un éxito rotundo, y Zellweger obtuvo grandes elogios de la crítica.
Zellweger se ha esmerado en caracterizar a mujeres con tenacidad, encadenadas a vidas sufridas, aunque también ha incursionado en el género humorístico y de la comedia, demostrando versatilidad actoral.
En los años siguientes, Zellweger participó en varias películas ampliamente distribuidas, que consolidaron su fama. Actuó en Cosas que importan, con Meryl Streep, y en Yo, yo mismo e Irene, con Jim Carrey. Por Persiguiendo a Betty, de 2000, ganó un Globo de Oro a la mejor actriz de película cómica o musical.
Con El diario de Bridget Jones Zellweger alcanzó en 2001 un éxito de público y un reconocimiento de la crítica extraordinario en todo el mundo. Los productores habían dudado en darle el papel a ella, ya que el personaje es inglés y Zellweger habla con un acento estadounidense. Además, el personaje requería estar más gorda. No obstante, ella demostró que podía modificar su acento y, con la ayuda de un profesor, consiguió al cabo de poco tiempo hablar como una inglesa y además se esmeró en engordar unos cuantos kilos. A pesar de que en la película intervienen destacados actores, es ella la que capta por entero la atención del espectador. Por su interpretación en esta película fue nominada a un Globo de Oro y a un Óscar como mejor actriz,; este último premio le fue otorgado a Halle Berry por su participación en Monster's Ball.
Zellweger participó poco después en la película musical Chicago, ambientada en los años 20, en el papel de una mujer ansiosa de fama que acabará en prisión por matar a su amante. Fue galardonada con su segundo Globo de Oro y una segunda nominación a los premios de la Academia estadounidense, además del reconocimiento mundial hacia sus dotes de canción y baile. El Óscar lo perdió ante Nicole Kidman por Las Horas.
Su tercera nominación al Óscar fue la que le valió el premio gracias al papel de Ruby Thewes en el drama Cold Mountain, una actuación que demostró la gran versatilidad de Zellweger.
También intervino en Down With Love, y dio voz a un pez en la película de animación El espantatiburones. Luego, encarnó por segunda vez a la soltera inglesa en Bridget Jones: The Edge of Reason, que le dio su cuarta nominación a los Globos de Oro y más tarde actuó en el drama estadounidense Cinderella Man.

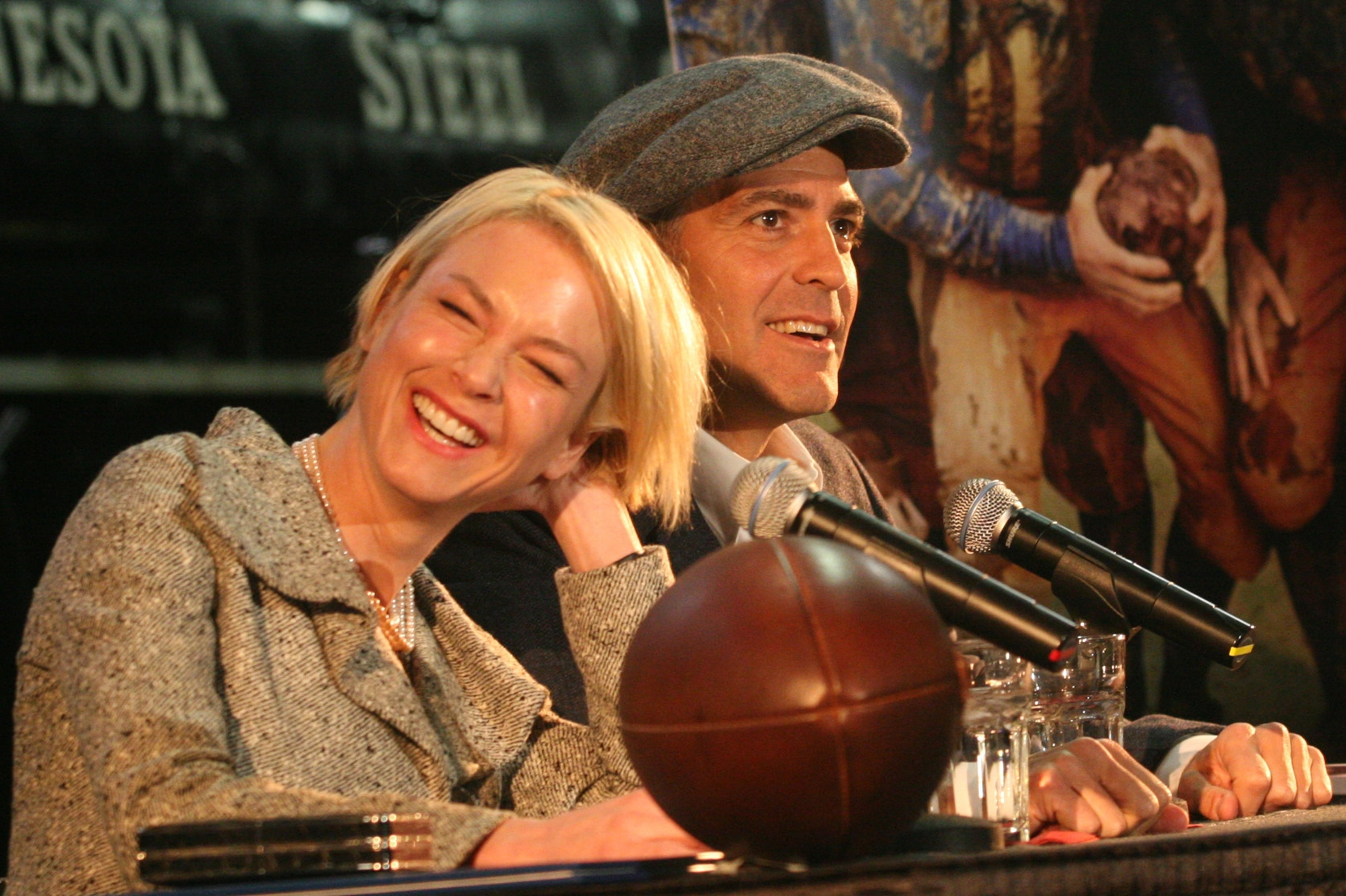
Zellweger y George Clooney en una entrevista.

En 2006, actuó en la película Miss Potter, interpretando a la escritora de cuentos infantiles Beatrix Potter, donde trabajó junto a Ewan McGregor y Emily Watson y por la que obtuvo su quinta nominación al Globo de Oro, donde perdió a favor de la veterana Meryl Streep por El diablo viste de Prada.
En 2007 prestó su voz para el personaje de una florista en Bee Movie, junto a Jerry Seinfeld. En el año 2008 participó en varios proyectos cinematográficos, como Ella es el partido, dirigida por George Clooney, donde interpreta a una periodista feminista dispuesta a descubrir un fraude en el fútbol y también participó en Appaloosa, un western dirigido por Ed Harris y protagonizado por él mismo y por Viggo Mortensen.
En 2009 estrenó New in Town, una comedia romántica donde participa junto a Harry Connick Jr. y en la que Zellweger encarna a Lucy Hill, una exitosa ejecutiva que de una vida de lujo en Miami pasa a adaptarse a un pequeño pueblo de Minnesota donde es enviada para supervisar a los empleados de una fábrica.
Sus próximos proyectos fueron My One and Only, una road movie que protagonizó junto a Kevin Bacon, y Case 39.
En 2016 volvió a su popular personaje de Bridget Jones para la tercera película de la serie, Bridget Jones's Baby.
En 2018 fue fichada por Netflix para trabajar en sus producciones.
Fichaje, que se plasmó en 2019, la serie: "Dilema" (What/If).

### Reaparición

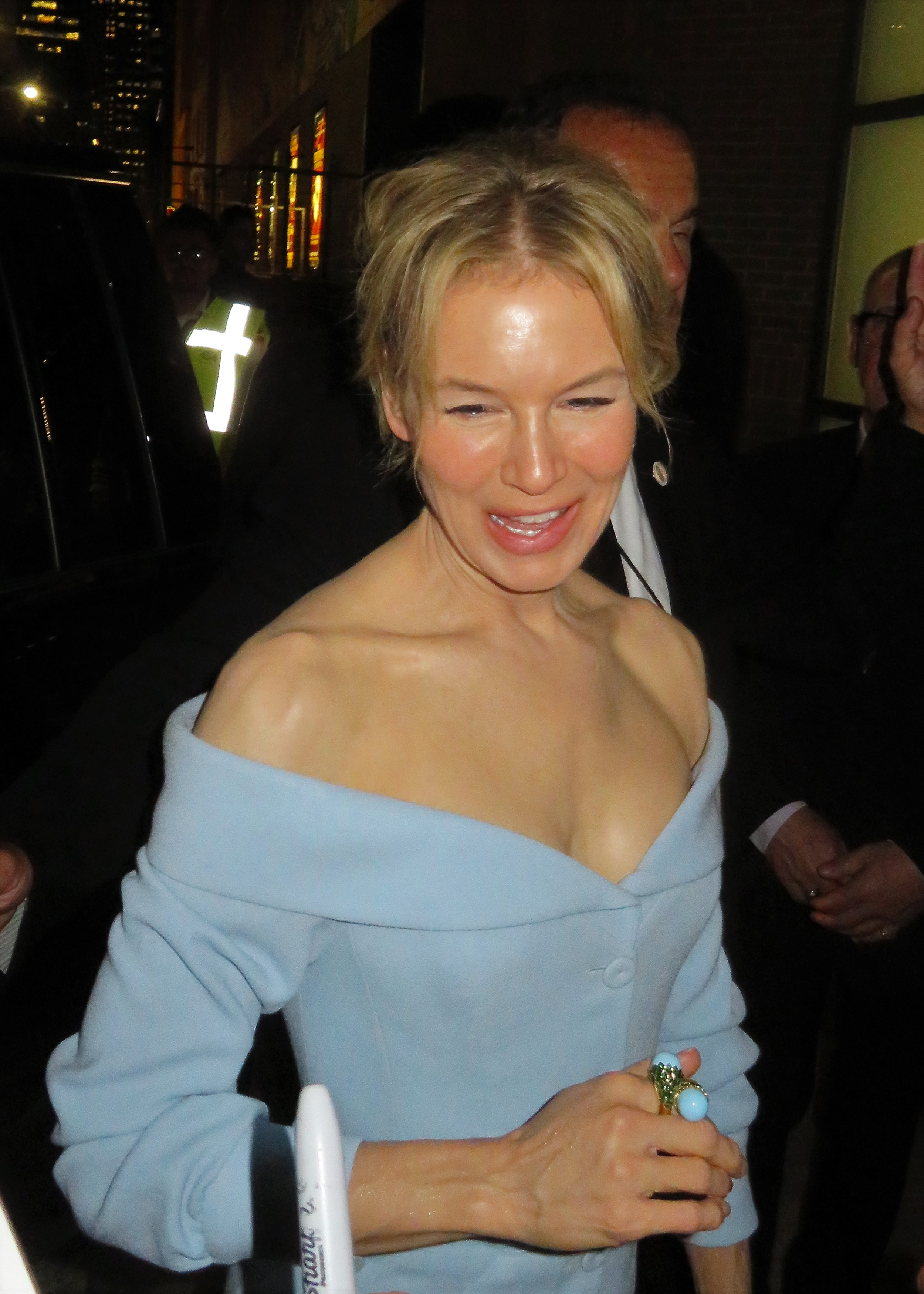
Renée en la premier de Judy en el Festival de Cine de Toronto (2019).

En 2019, Zellweger protagonizó por primera vez a Anne Montgomery en la miniserie de suspense Netflix What / If. Aunque el programa recibió críticas mixtas de los críticos, la actuación de Zellweger fue elogiada, con Haider Rifaat de The Express Tribune escribiendo, "No renunciar a la increíble destreza de Zellweger, que abraza impecablemente al personaje de Anne. Gestos sutiles, interacción simbólica y el desarrollo del personaje son algunos aspectos encomiables que intensifican las actuaciones de los actores ".
Posteriormente interpretó a Judy Garland en el drama biográfico Judy de 2019. Con base en la autobiografía de la actriz, la película narra los últimos años de la vida de Garland, poco antes de su muerte en 1969. Zellweger interpretó con su propia voz en la película y sus canciones tuvieron que presentarse frente a una audiencia en vivo. Judy se estrenó en el Festival de Cine de Telluride con críticas positivas, con la actuación de Zellweger obteniendo una aclamación crítica generalizada; ciertos críticos lo consideraron el mejor de su carrera. Zoe Gahan de Vanity Fair la encontró "ingeniosa, aguda y devastadora en el papel principal" y agregó que "es difícil saber dónde se detiene Garland y dónde comienza Zellweger". Peter Travers de Rolling Stone opinó, "Zellweger hace milagros interpretando a Judy Garland: cantando su corazón, descubriendo su alma magullada y actuando con una ferocidad que finalmente llega a un estado de gracia".
Por su actuación en Judy, Zellweger ganó numerosos premios, incluidos el Golden Globe Award, el Screen Actors Guild Award, el Premios BAFTA y el Premio Oscar a la Mejor Actriz. La victoria de Zellweger la convirtió en la séptima actriz en ganar un Oscar en ambas categorías de actuación y la cuarta en ganar la Mejor Actriz después de la Mejor Actriz de Reparto.

## Vida personal
Ha estado unida sentimentalmente al actor Jim Carrey. También se la relacionó con el músico Jack White, aunque fue el también músico Kenny Chesney con el que finalmente contrajo matrimonio, aunque a los cinco meses de matrimonio la actriz texana pidió el divorcio alegando "fraude". Mantuvo una relación con el actor Bradley Cooper y desde 2013 hasta 2019 mantuvo una relación con el guitarrista y cantante Doyle Bramhall II, a finales del 2021, comenzó una relación con el productor británico, Ant Anstead, con el cual, en julio de 2023, anunció su compromiso matrimonial.

### Activismo
Zellweger participó en la campaña de prevención del VIH de 2005 del departamento de salud federal suizo.
Zellweger es una de las patrocinadoras de la fundación de igualdad de género The GREAT Initiative; en 2011 visitó Liberia con la organización benéfica. En abril de 2011, colaboró con Tommy Hilfiger para diseñar un bolso para recaudar fondos y crear conciencia para el Instituto de Salud de los Senos. "Debido a las experiencias de amigos cercanos y familiares que han tenido que soportar y luchar contra los desafíos del cáncer de mama, soy una apasionada defensora de la educación sobre la salud de las mamas y las causas benéficas", declaró Zellweger acerca de unirse a la campaña.

### Casas
Zellweger ha tenido propiedades en Los Ángeles, The Hamptons y en Connecticut.

## Filmografía

### Cine
| Año  | Título                                           | Personaje                             |
| ---- | ------------------------------------------------ | ------------------------------------- |
| 1993 | Reality Bites                                    | Tami                                  |
| 1993 | Dazed and Confused                               | Chica en la camioneta (no acreditada) |
| 1994 | The Texas Chainsaw Massacre: The Next Generation | Jenny                                 |
| 1994 | Love and a .45                                   | Starlene Cheatham                     |
| 1995 | The Low Life                                     | Poeta                                 |
| 1995 | Empire Records                                   | Gina                                  |
| 1996 | The Whole Wide World                             | Novalyne Price                        |
| 1996 | Jerry Maguire                                    | Dorothy Boyd                          |
| 1997 | Deceiver                                         | Elizabeth                             |
| 1998 | A Price Above Rubies                             | Sonia Horowitz                        |
| 1998 | Cosas que importan                               | Ellen Gulden                          |
| 1999 | The Bachelor                                     | Anne Arden                            |
| 2000 | Persiguiendo a Betty                             | Betty Sizemore                        |
| 2000 | Me, Myself & Irene                               | Irene P. Waters                       |
| 2001 | El diario de Bridget Jones                       | Bridget Jones                         |
| 2002 | White Oleander                                   | Claire Richards                       |
| 2002 | Chicago                                          | Roxie Hart                            |
| 2002 | Abajo el amor                                    | Barbara Novak                         |
| 2003 | Cold Mountain                                    | Ruby Thewes                           |
| 2004 | Shark Tale                                       | Angie (Voz)                           |
| 2004 | Bridget Jones: The Edge of Reason                | Bridget Jones                         |
| 2005 | Cinderella Man                                   | Mae Braddock                          |
| 2005 | Miss Potter                                      | Beatrix Potter                        |
| 2007 | Bee Movie                                        | Vanessa Bloome (Voz)                  |
| 2008 | Leatherheads                                     | Lexie Littleton                       |
| 2008 | Appaloosa                                        | Allison French                        |
| 2009 | New in Town                                      | Lucy Hill                             |
| 2009 | My One and Only                                  | Anne Devereaux                        |
| 2009 | Case 39                                          | Emily Jenkins                         |
| 2009 | Monsters vs Aliens                               | Katie (Voz)                           |
| 2010 | My Own Love Song                                 | Jane                                  |
| 2016 | The Whole Truth                                  | Madre de Mike                         |
| 2016 | Bridget Jones's Baby                             | Bridget Jones                         |
| 2017 | Same Kind of Different as Me                     | Deborah Hall                          |
| 2018 | Here and Now                                     | Tessa                                 |
| 2019 | Judy                                             | Judy Garland                          |
| 2025 | Bridget Jones: Mad About the Boy                 | Bridget Jones                         |

### Televisión
| Año  | Título                  | Papel                             | Notas                                           |
| ---- | ----------------------- | --------------------------------- | ----------------------------------------------- |
| 1992 | A Taste for Killing     | Mary Lou                          | Película para televisión                        |
| 1993 | Murder in the Heartland | Barbara Von Busch (no acreditada) | Miniserie para televisión                       |
| 1994 | Shake, Rattle and Rock! | Susan Doyle                       | Película para televisión                        |
| 2001 | King of the Hill        | Tammy Duvall (Voz)                | Serie; episodio: "Ho, Yeah!"                    |
| 2008 | Living Proof            | —                                 | Productora ejecutiva                            |
| 2019 | Dilema                  | Anne Montgomery                   | Reparto principal                               |
| 2022 | The Thing About Pam     | Pam Hupp                          | Reparto principal, también productora ejecutiva |

## Premios
Entre sus numerosos elogios por su trabajo de actuación, Zellweger ha recibido dos Premios Óscar, dos Premios BAFTA, cuatro Premios de la Crítica Cinematográfica, cuatro Globos de oro, Independent Spirit Awards, cuatro Screen Actors Guild Awards, un British Independent Film Awards, y premios del London Film Critics Circle, National Board of Review, National Society of Film Critics, New York Film Critics Circle Award y el Festival Internacional de cine de Santa Bárbara, entre otros.
Zellweger es solo la cuarta actriz, después de Meryl Streep, Jessica Lange y Cate Blanchett, que ha ganado el Óscar a la mejor actriz después de ganar como mejor actriz de reparto, y la séptima actriz en ganar en ambas categorías después, de Ingrid Bergman, Maggie Smith, Helen Hayes, Streep, Lange y Blanchett.
Premios Óscar
| Año  | Categoría               | Película                   | Resultado |
| ---- | ----------------------- | -------------------------- | --------- |
| 2020 | Mejor actriz            | Judy                       | Ganadora  |
| 2002 | Mejor actriz            | El diario de Bridget Jones | Nominada  |
| 2003 | Mejor actriz            | Chicago                    | Nominada  |
| 2004 | Mejor actriz de reparto | Cold Mountain              | Ganadora  |

Premios Globo de Oro
| Año  | Categoría                        | Película                          | Resultado |
| ---- | -------------------------------- | --------------------------------- | --------- |
| 2020 | Mejor actriz - Drama             | Judy                              | Ganadora  |
| 2007 | Mejor actriz - Comedia o musical | Miss Potter                       | Nominada  |
| 2005 | Mejor actriz - Comedia o musical | Bridget Jones: The Edge of Reason | Nominada  |
| 2004 | Mejor actriz de reparto          | Cold Mountain                     | Ganadora  |
| 2003 | Mejor actriz - Comedia o musical | Chicago                           | Ganadora  |
| 2002 | Mejor actriz - Comedia o musical | El diario de Bridget Jones        | Nominada  |
| 2001 | Mejor actriz - Comedia o musical | Persiguiendo a Betty              | Ganadora  |

Premios BAFTA
| Año  | Categoría               | Película                   | Resultado |
| ---- | ----------------------- | -------------------------- | --------- |
| 2020 | Mejor actriz            | Judy                       | Ganadora  |
| 2004 | Mejor actriz de reparto | Cold Mountain              | Ganadora  |
| 2003 | Mejor actriz            | Chicago                    | Nominada  |
| 2002 | Mejor actriz            | El diario de Bridget Jones | Nominada  |

Premios del Sindicato de Actores
| Año  | Categoría               | Película                   | Resultado |
| ---- | ----------------------- | -------------------------- | --------- |
| 2020 | Mejor actriz            | Judy                       | Ganadora  |
| 2004 | Mejor actriz de reparto | Cold Mountain              | Ganadora  |
| 2003 | Mejor reparto           | Chicago                    | Ganadora  |
| 2003 | Mejor actriz            | Chicago                    | Ganadora  |
| 2002 | Mejor actriz            | El diario de Bridget Jones | Nominada  |
| 1997 | Mejor actriz de reparto | Jerry Maguire              | Nominada  |